# Фарста-странд (станція)
59°14′12″ пн. ш. 18°06′12″ сх. д. / 59.23664° пн. ш. 18.1033° сх. д.
Фарста-странд (швед. Farsta strand) — залізнична станція на лінії Nynäsbanan стокгольмської приміської залізниці.
Розташована між станціями Ельвше і Тронгзунд
Спочатку станція мала назву «Седертернс-Вілластад».
В 1989 році її перейменували на «Фарста-странд»
.
Пасажирообіг станції у будень 5,100 осіб (2019)
Розташування: мікрорайон Фарста-странд, Седерорт, Стокгольм
Пересадки:
- метростанція Фарста-странд, південна кінцева зупинка лінії 18;
- автобуси[6]: 181, 184, 742, 833;

Конструкція: наземна відкрита з однією прямою острівною платформою

## Операції
| Попередня станція | Лінія | Лінія | Лінія | Наступна станція       |
| ----------------- | ----- | ----- | ----- | ---------------------- |
| Ельвше до Марста  |       | 42X   |       | Ганден до Нюнесгамн    |
| Каллгелла}}       |       | 43X   |       | Ганден до Нюнесгамн    |
| Ельвше до Больста |       | 42    |       | Тронгзунд до Нюнесгамн |